# Cuneo Calcio Femminile 2015-2016
Questa voce raccoglie le informazioni riguardanti l'Associazione Sportiva Dilettantistica Cuneo Calcio Femminile nelle competizioni ufficiali della stagione 2015-2016.

## Organigramma societario
Dati tratti dal sito Football.it integrati dove presente
Area amministrativa
- Presidente: Eva Callipo
- Vice Presidente: Maurizio Giraudo
- Segretario: Alessandra Witzel
- Direttore generale: Andrea Tellini[3]

Area tecnica
- Allenatore: Gianluca Petruzzelli
- Preparatore atletico: Emanuele Chiappero[4]
- Preparatore dei Portieri: Luca Baldino

## Rosa
Rosa e ruoli tratti dal sito Football.it
| N. |                   | Ruolo | Calciatrice       |
| -- | ----------------- | ----- | ----------------- |
|    | Italia (bandiera) | P     | Valery Olivetti   |
|    | Italia (bandiera) | P     | Arianna Ozimo     |
|    | Italia (bandiera) | P     | Federica Russo    |
|    | Italia (bandiera) | D     | Angelica Armitano |
|    | Italia (bandiera) | D     | Simona Daniele    |
|    | Italia (bandiera) | D     | Alice Greppi      |
|    | Italia (bandiera) | D     | Dalila Joly       |
|    | Italia (bandiera) | D     | Arianna Pittavino |
|    | Italia (bandiera) | D     | Eleonora Rosso    |
|    | Italia (bandiera) | D     | Ludovica Russo    |
|    | Italia (bandiera) | C     | Alessia Cobelli   |
|    | Italia (bandiera) | C     | Emma Errico       |

| N. |                   | Ruolo | Calciatrice       |
| -- | ----------------- | ----- | ----------------- |
|    | Italia (bandiera) | C     | Michela Franco    |
|    | Italia (bandiera) | C     | Monica Magnarini  |
|    | Italia (bandiera) | C     | Carlotta Moscia   |
|    | Italia (bandiera) | A     | Alice Cama        |
|    | Italia (bandiera) | A     | Elisa Cerato      |
|    | Italia (bandiera) | A     | Chiara Colombero  |
|    | Italia (bandiera) | A     | Elena Genovese    |
|    | Italia (bandiera) | A     | Lorella Inaudi    |
|    | Italia (bandiera) | A     | Marta Mascarello  |
|    | Italia (bandiera) | A     | Francesca Papaleo |
|    | Italia (bandiera) | A     | Simona Sodini     |
|    | Italia (bandiera) | A     | Morena Spanu      |

## Calciomercato

### Sessione estiva
| Acquisti | Acquisti         | Acquisti     | Acquisti   |
| R.       | Nome             | da           | Modalità   |
| -------- | ---------------- | ------------ | ---------- |
| P        | Federica Russo   | Alba         | svincolata |
| D        | Alice Greppi     | Alba         | svincolata |
| D        | Dalila Joly      | Alba         | svincolata |
| D        | Ludovica Russo   | Alba         | svincolata |
| C        | Carlotta Moscia  | Alba         | svincolata |
| A        | Alice Cama       | Inter Milano | definitivo |
| A        | Elena Genovese   | Alba         | svincolata |
| A        | Marta Mascarello | Alba         | svincolata |

| Cessioni | Cessioni           | Cessioni          | Cessioni      |
| R.       | Nome               | a                 | Modalità      |
| -------- | ------------------ | ----------------- | ------------- |
| P        | Noemi Asteggiano   | Luserna           | definitivo    |
| P        | Carlotta Dutto     |                   |               |
| D        | Veronica Belfanti  | AGSM Verona       | fine prestito |
| D        | Cinzia Bertone     |                   |               |
| D        | Daniela Zucconelli |                   | ritirata      |
| C        | Ilaria Fiorese     |                   |               |
| C        | Luisa Giraudo      |                   |               |
| C        | Carola Librandi    | Molassana Boero   | definitivo    |
| C        | Rosita             | Merilappi United  | definitivo    |
| C        | Giorgia Tudisco    | Luserna           | definitivo    |
| A        | Camilla Minopoli   | Amicizia Lagaccio | definitivo    |
| A        | Michela Pesce      | Amicizia Lagaccio | definitivo    |
| A        | Chiara Sordello    |                   | definitivo    |

### Sessione invernale
| Acquisti | Acquisti     | Acquisti | Acquisti   |
| R.       | Nome         | da       | Modalità   |
| -------- | ------------ | -------- | ---------- |
| A        | Morena Spanu | Luserna  | definitivo |

| Cessioni | Cessioni       | Cessioni        | Cessioni   |
| R.       | Nome           | a               | Modalità   |
| -------- | -------------- | --------------- | ---------- |
| D        | Ludovica Russo | Accademia Acqui | definitivo |

## Risultati

### Serie B

#### Girone di andata
| Arbitro: | Senthuran Lingamoorthy (Genova) |

|                                                                     |           |                     |
| Mascarello 3’ Cama 37’, 44’, 93’ Papaleo 37’ Cobelli 55’ Moscia 80’ | Marcatori | 26’ Lupo 85’ Ponzio |

| Arbitro: | Emanuele Frascaro (Firenze) |

|             |           |                           |
| Tardini 17’ | Marcatori | 64’ (aut.) Prati 86’ Cama |

#### Girone di ritorno
| Arbitro: | Gianluca Rizzello (Savona) |

|            |           |                                                       |
| Ponzio 90’ | Marcatori | 45’ Errico 49’ Papaleo 53’, 72’ Mascarello 55’ Cerato |

| Arbitro: | Emanuele Renzullo (Torre del Greco) |

|                                          |           |  |
| Cama 15’ Errico 17’ Spanu 38’ Cerato 77’ | Marcatori |  |

### Coppa Italia

#### Turno preliminare
Quadrangolare A
| Arbitro: | Eugenio Scarpa (Collegno) |

|                        |           |              |
| Cama 5’ Mascarello 89’ | Marcatori | 67’ Paoletti |

| San Maurizio Canavese 11 ottobre 2015, ore 14:30 CEST 2ª giornata   | Torino    | 0 – 3 referto                     | Cuneo | Stadio comunale |
| \| \| \| \| \| \| Marcatori \| 11’ (rig.), 30’ Errico 70’ Moscia \| |           |                                   |       |                 |
|                                                                     |           |                                   |       |                 |
|                                                                     | Marcatori | 11’ (rig.), 30’ Errico 70’ Moscia |       |                 |

| Venaria Reale 25 ottobre 2015, ore 14:30 CET 3ª giornata | Luserna | 0 – 0 referto | Cuneo | Stadio Don G. Mosso |

#### Sedicesimi di finale
| Cuneo 15 novembre 2015, ore 15:00 CET                                                               | Cuneo     | 5 – 1 referto  | Accademia Acqui | Campo del Parco della Gioventù |
| \| \| \| \| \| Mascarello ?’, 63’ Papaleo 65’ Rosso 66’ Cama >66’ \| Marcatori \| 29’ Montecucco \| |           |                |                 |                                |
| |           |                |                 |                                |
| Mascarello ?’, 63’ Papaleo 65’ Rosso 66’ Cama >66’                                                  | Marcatori | 29’ Montecucco |                 |                                |

#### Ottavi di finale
| Grugliasco 27 febbraio 2016, ore 14:30 CET                           | Luserna   | 1 – 2 referto         | Cuneo | Campo sportivo |
| \| \| \| \| \| Barbieri 40’ \| Marcatori \| 10’ Greppi 55’ Cerato \| |           |                       |       |                |
|                                                                      |           |                       |       |                |
| Barbieri 40’                                                         | Marcatori | 10’ Greppi 55’ Cerato |       |                |

#### Quarti di finale
| Arbitro: | Giuseppe Vingo (Pisa) |

|                   |           |                                        |
| Rizzon 28’ (aut.) | Marcatori | 34’ Stracchi 75’ Giacinti 87’ Iannella |

## Statistiche

### Statistiche di squadra
| Competizione | Punti | In casa | In casa | In casa | In casa | In casa | In casa | In trasferta | In trasferta | In trasferta | In trasferta | In trasferta | In trasferta | Totale | Totale | Totale | Totale | Totale | Totale | DR  |
| Competizione | Punti | G       | V       | N       | P       | Gf      | Gs      | G            | V            | N            | P            | Gf           | Gs           | G      | V      | N      | P      | Gf     | Gs     | DR  |
| ------------ | ----- | ------- | ------- | ------- | ------- | ------- | ------- | ------------ | ------------ | ------------ | ------------ | ------------ | ------------ | ------ | ------ | ------ | ------ | ------ | ------ | --- |
| Serie B      | 58    | 11      | 9       | 2       | 0       | 41      | 7       | 11           | 9            | 2            | 0            | 35           | 6            | 22     | 18     | 4      | 0      | 76     | 13     | +63 |
| Coppa Italia | -     | 3       | 2       | 0       | 1       | 8       | 5       | 3            | 3            | 0            | 0            | 5            | 1            | 6      | 5      | 0      | 1      | 13     | 6      | +7  |
| Totale       | -     | 14      | 11      | 2       | 1       | 49      | 12      | 14           | 12           | 2            | 0            | 40           | 7            | 28     | 23     | 4      | 1      | 89     | 19     | +70 |

### Andamento in campionato
| Giornata  | 1 | 2 | 3 | 4 | 5 | 6 | 7 | 8 | 9 | 10 | 11 | 12 | 13 | 14 | 15 | 16 | 17 | 18 | 19 | 20 | 21 | 22 |
| --------- | - | - | - | - | - | - | - | - | - | -- | -- | -- | -- | -- | -- | -- | -- | -- | -- | -- | -- | -- |
| Luogo     | C | T | T | C | T | C | T | C | T | C  | T  | T  | C  | C  | T  | C  | T  | C  | T  | C  | T  | C  |
| Risultato | V | V | N | V | V | N | V | V | V | V  | V  | V  | V  | V  | V  | V  | V  | V  | V  | N  | N  | V  |
| Posizione |   |   |   |   |   |   |   |   |   |    |    |    |    |    |    |    |    |    |    |    |    | 1  |

Legenda:

Luogo: C = Casa; T = Trasferta. Risultato: V = Vittoria; N = Pareggio; P = Sconfitta.

### Statistiche delle giocatrici
| Giocatore     | Serie B  | Serie B | Serie B     | Serie B    | Coppa Italia | Coppa Italia | Coppa Italia | Coppa Italia | Totale   | Totale | Totale      | Totale     |
| Giocatore     | Presenze | Reti    | Ammonizioni | Espulsioni | Presenze     | Reti         | Ammonizioni  | Espulsioni   | Presenze | Reti   | Ammonizioni | Espulsioni |
| ------------- | -------- | ------- | ----------- | ---------- | ------------ | ------------ | ------------ | ------------ | -------- | ------ | ----------- | ---------- |
| A. Armitano   | 21       | 0       | 3           | 0          | ?            | ?            | ?            | ?            | 21+      | 0+     | 3+          | 0+         |
| A. Cama       | 22       | 23      | 2           | 0          | ?            | 2            | ?            | ?            | 22+      | 25     | 2+          | 0+         |
| E. Cerato     | 15       | 7       | 1           | 0          | ?            | 1            | ?            | ?            | 15+      | 8      | 1+          | 0+         |
| A. Cobelli    | 21       | 5       | 0           | 0          | ?            | ?            | ?            | ?            | 21+      | 5+     | 0+          | 0+         |
| C. Colombero  | 0        | 0       | 0           | 0          | ?            | ?            | ?            | ?            | 0+       | 0+     | 0+          | 0+         |
| S. Daniele    | 2        | 0       | 0           | 0          | ?            | ?            | ?            | ?            | 2+       | 0+     | 0+          | 0+         |
| E. Errico     | 20       | 9       | 4           | 0          | ?            | 2            | ?            | ?            | 20+      | 11     | 4+          | 0+         |
| M. Franco     | 22       | 1       | 3           | 0          | ?            | ?            | ?            | ?            | 22+      | 1+     | 3+          | 0+         |
| E. Genovese   | 12       | 0       | 1           | 0          | ?            | ?            | ?            | ?            | 12+      | 0+     | 1+          | 0+         |
| A. Greppi     | 22       | 0       | 2           | 0          | ?            | 1            | ?            | ?            | 22+      | 1      | 2+          | 0+         |
| L. Inaudi     | 1        | 0       | 0           | 0          | ?            | ?            | ?            | ?            | 1+       | 0+     | 0+          | 0+         |
| D. Joly       | 3        | 0       | 0           | 0          | ?            | ?            | ?            | ?            | 3+       | 0+     | 0+          | 0+         |
| M. Magnarini  | 14       | 3       | 2           | 0          | ?            | ?            | ?            | ?            | 14+      | 3+     | 2+          | 0+         |
| M. Mascarello | 21       | 13      | 1           | 0          | ?            | 3            | ?            | ?            | 21+      | 16     | 1+          | 0+         |
| C. Moscia     | 22       | 3       | 0           | 0          | ?            | 1            | ?            | ?            | 22+      | 4      | 0+          | 0+         |
| V. Olivetti   | 0        | -0      | 0           | 0          | ?            | ?            | ?            | ?            | 0+       | 0+     | 0+          | 0+         |
| A. Ozimo      | 2        | -1      | 0           | 0          | ?            | ?            | ?            | ?            | 2+       | -1+    | 0+          | 0+         |
| F. Papaleo    | 17       | 7       | 0           | 1          | ?            | 1            | ?            | ?            | 17+      | 8      | 0+          | 1+         |
| A. Pittavino  | 11       | 0       | 0           | 0          | ?            | ?            | ?            | ?            | 11+      | 0+     | 0+          | 0+         |
| E. Rosso      | 22       | 2       | 3           | 0          | ?            | 1            | ?            | ?            | 22+      | 3      | 3+          | 0+         |
| L. Russo      | 4        | 0       | 0           | 0          | ?            | ?            | ?            | ?            | 4+       | 0+     | 0+          | 0+         |
| F. Russo      | 20       | -12     | 0           | 0          | ?            | ?            | ?            | ?            | 20+      | -12+   | 0+          | 0+         |
| S. Sodini     | 0        | 0       | 0           | 0          | ?            | ?            | ?            | ?            | 0+       | 0+     | 0+          | 0+         |
| M. Spanu      | 10       | 1       | 3           | 0          | ?            | ?            | ?            | ?            | 10+      | 1+     | 3+          | 0+         |